# SciVee
SciVee — американский веб-сервис публикации научного и научно-популярного видеоконтента (видеохостинг), а также текстовых результатов исследований в дополнение к нему. С конца 2015 года внезапно прекратил работу.

## История
Инициаторы создания хостинга — профессор Leo Chalupa из Университета Калифорнии в Дэвисе и Филипп Борн, профессор Университета Калифорнии, Сан-Диего. 
Само название SciVee является производным от объединения несколько изменённых английских слов «научное» и «видео». 
Слоганом SciVee стало «YouTube для науки» (в настоящее время в изменённом виде звучит как «Сделай науку видимой»).
Сайт начал принимать первые добавления видео 1 августа 2007 года в тестовом порядке. 
Официальный запуск сайта в режиме альфа-тестирования состоялся 1 сентября 2007. 
Бета-версия начала работу 3 декабря 2007 года. В тот день телеканал CNN показал серию передач о видеоконтенте, созданном для сервиса.
Сервис являлся аналогом созданного в 2006 году JoVE, однако тот посвящён только исследованиям, связанным с естественными науками, а SciVee публиковал и результаты исследований в гуманитарных науках.
Официальными партнёрами SciVee с начала его существования являлись:
- Национальный научный фонд (National Science Foundation, NSF), который предоставил финансирование для начала работы сервиса
- Общественная научная библиотека (Public Library of Science, PLoS), издатель журналов открытого доступа (ОА), которые добавили свой контент на веб-сайте
- San Diego Supercomputer Center (SDSC) Университета Калифорнии, обеспечивающий серверы для данных SciVee

Деятели науки и преподаватели вузов являлись основными пользователями сайта (публикация выступлений на конференциях, практических экспериментов, дополняющих теоретическую статью), но студенты, педагоги и общественность, интересующаяся наукой, также могут использовать сайт.
Видеоконтент носил научный и научно-популярный характер. Незарегистрированные пользователи могли просматривать видео и использовать предоставленный код для вставки размещённого на SciVee видео во внешние веб-сайты.
В конце 2015 года сайт внезапно исчез.

## Функциональность сервиса
Сервис использовал технологию Adobe Flash для отображения видео в сочетании с документами и изображениями, мог синхронизировать их просмотр с видео.
Дизайн сайта был выполнен в стиле Web 2.0.
Зарегистрированным пользователям разрешалось загружать неограниченное количество видео, синхронизировать научные документы с ними, добавлять комментарии на сайте к видео, создавать общественные профили и создавать сообщества или присоединяться к ним. Регистрация была бесплатна и обеспечивала доступ к социальной сети SciVee, что позволяло зарегистрированным пользователям взаимодействовать с другими членами сообщества через личные сообщения, блоги, обсуждения публикаций других пользователей.
SciVee позволял авторам видео- и аудиофрагментов после их загрузки на портал размещать в них ссылки на различные элементы своих текстовых онлайн-публикаций — на таблицы, иллюстрации и фрагменты текста.
- Существовали ограничения на размер загружаемого видеофайла.
- Существовала возможность пользоваться дополнительными возможностями сервиса, но за плату.
- Интерфейс сервиса был доступен только на английском языке, однако SciVee регистрировал пользователей с российскими IP и распознавал тексты на кириллице.